# Клейтон да Сілвейра да Сілва
Клейтон да Сілвейра да Сілва (порт. Clayton da Silveira da Silva), більш відомий як просто Клейтон (порт. Clayton; нар. 23 жовтня 1995 року в Ріо-де-Жанейро, Бразилія) — бразильський футболіст, атакувальний півзахисник клубу «ССА Масейо».

## Клубна кар'єра
Вихованець клубу «Фігейренсе». 4 листопада 2012 року дебютував у грі проти «Фламенго» в бразильській Серії А. 3 серпня 2014 року в поєдинку проти «Спорт Ресіфі» Клейтон забив свій перший гол за «Фігейренсе». Наприкінці 2015 року футболістом цікавились російські «Спартак» і ЦСКА.
24 лютого 2016 року за 3 мільйони євро був проданий в «Атлетіко Мінейро». У новій команді результативність гравця була нижчою, тому його віддали в оренду до клубів «Корінтіанс», «Баїя» та «Васко да Гама», а 25 червня 2020 року Клейтон розірвав контракт з «Атлетіко».
З 18 серпня 2020 року Клейтон перебував на перегляді в київському «Динамо», а 6 жовтня 2020 року підписав з клубом контракт. 24 червня 2021 року «Динамо» достроково припинило співпрацю з Клейтоном.

## Міжнародна кар'єра
У 2015 році в складі олімпійської збірної Бразилії Клейтон став бронзовим призером Панамериканських ігор у Торонто. На турнірі він брав участь в матчах проти команд Канади, Перу, Уругваю і двічі Панами. У поєдинках проти канадців, уругвайців, перуанців і панамців Клейтон забив по голу.

## Титули та досягнення
- Чемпіон штату Санта-Катаріна (1): 2014
- Чемпіон штату Мінас-Жерайс (1): 2016
- Чемпіон штату Сан-Паулу (1): 2017
- Чемпіон штату Баїя (1): 2019
- Чемпіон Бразилії (1): 2017 (постфактум)
- Бронзовий призер Панамериканських ігор: 2015